# مقاطعة تفير
تفير أوبلاست هي إحدى الكيانات الفدرالية في روسيا. وتحوي المدن والقرى التالية: أندريابول،
بيلي،
بيجيتسك،
بولوغويي،
كاليازين،
كاشين،
كيمري،
كوناكوفو،
كراسني خولم،
كوفشينوفو،
ليخوسلافل،
نليدوفو،
اوستاشكوف،
رجف،
ستاريتسا،
توروبتس،
تورجوك،
تفير،
أودومليا،
فيسييغونسك،
فيشني فولوتشيوك،
زابادنايا دفينا،
زوبتسوف،
فيبولزوفو،

## أعلام
- نيكولاس مينورسكي
- ألبرت باسكاكوف